# Heteronardoa carinata
Heteronardoa carinata är en sjöstjärneart som först beskrevs av Jean Baptiste François René Koehler 1910.  Heteronardoa carinata ingår i släktet Heteronardoa och familjen Ophidiasteridae. Inga underarter finns listade i Catalogue of Life.